# Castello di Rivara
Il castello di Rivara con un parco di oltre 45.000 m² è situato a Rivara, 30 chilometri da Torino nelle valli del Canavese. 
È un complesso composto da un'architettura medievale con sale luminose neo-barocche da tre edifici indipendenti: il castello medievale, la villa neobarocca e le scuderie. 
Il Castello, già Museo d'Arte Contemporanea, è oggi chiuso dopo la scomparsa di Franz Paludetto e del figlio Davide Paludetto.

## Storia
Il complesso del castello di Rivara è costituito da più edifici: un maniero medievale ed un palazzo neobarocco, meglio conosciuti come il castello superiore (o castello vecchio) e il castello inferiore (o castello nuovo), da un corpo di scuderie e dal parco che si estende su tutta la collina. Il castello superiore fu edificato nel XII secolo dai Conti di Valperga ed è situato in modo da dominare la strada verso la montagna; il castello inferiore, rivolto invece verso la pianura, venne costruito dai Conti Discalzi nel secolo XIII in modo da opporsi, anche visivamente, al potere che i Valperga esercitavano sul feudo. 
Dall'inizio del secolo XIV, con l'estinzione della famiglia dei Discalzi, entrambi i castelli divennero di proprietà dei Valperga, ai quali rimasero fino alla fine del '700 seguendo le alterne vicende dei loro proprietari. Nel XV secolo il castello superiore divenne sede dell'Inquisizione che vi tenne i processi alle streghe di Forno e di Levone, le quali venivano imprigionate nelle carceri del castello. 
All'estinzione della famiglia Valperga i castelli passarono al patrimonio regio ed alla fine del secolo scorso furono acquistati dal banchiere torinese Carlo Ogliani che ne affidò i restauri ad Alfredo D'Andrade. L'architetto di origini portoghesi decise di attuare sul castello superiore un lavoro di ripristino dell'originaria struttura medievale e trasformare invece il castello inferiore in una lussuosa residenza di campagna dove l'ala ovest fu restaurata in stile neogotico e la manica lunga in stile neobarocco. La famiglia Ogliani, che acquistando il complesso aveva voluto salvarlo dal degrado, lo fece rivivere anche grazie alla presenza degli artisti della Scuola di Rivara. Erano questi pittori che, sin dal 1860, si ritrovavano a Rivara per dipingere en plein air, anticipando il movimento degli impressionisti francesi. 

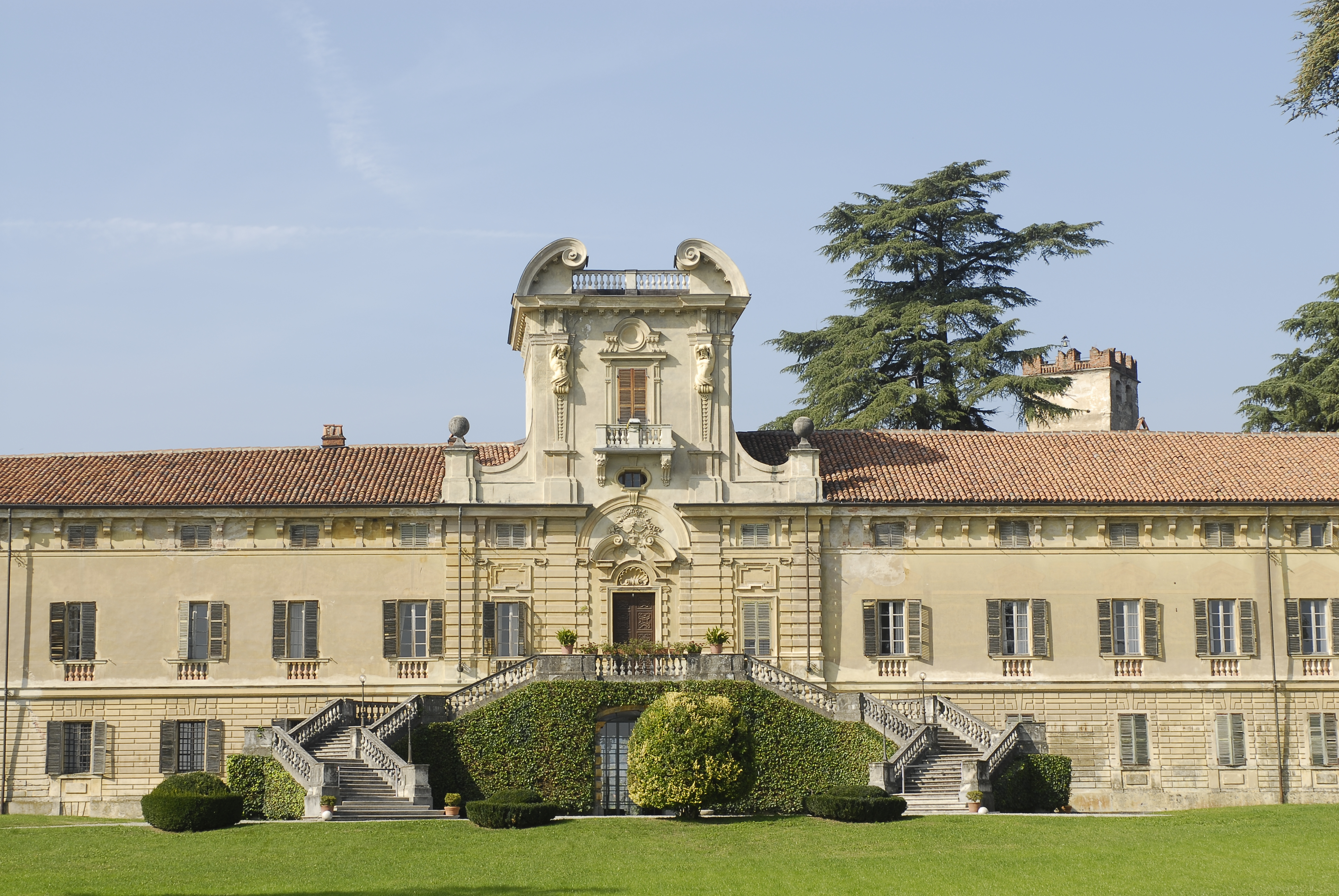
Facciata del Castello Nuovo

Del cenacolo di artisti che si riuniva al castello, facevano parte personaggi della levatura di Carlo Pittara, Vittorio Avondo, Federico Pastoris, Alfredo d'Andrade, Ernesto Rayper e Casimiro Teja.

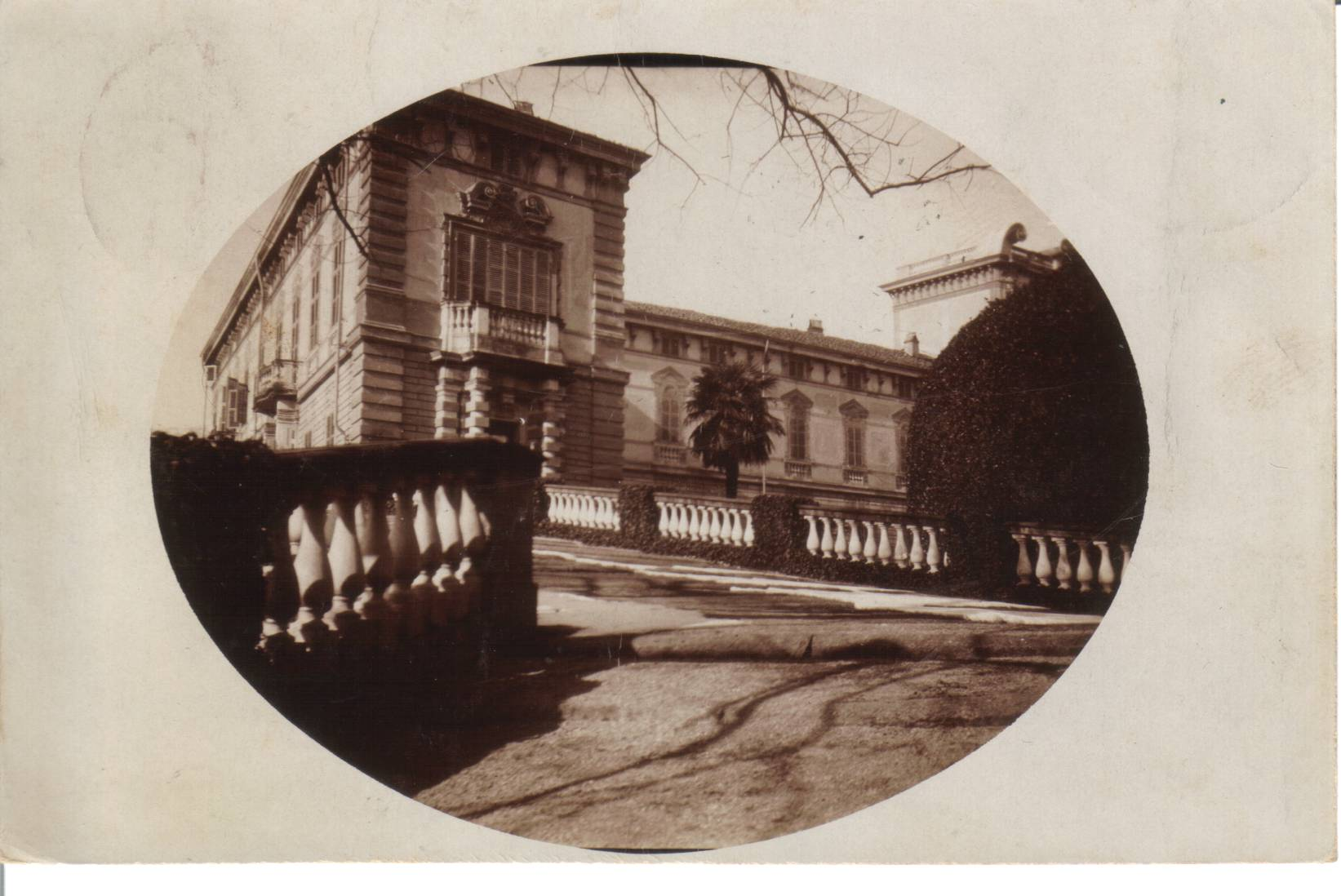
Castello di Rivara, 1923

Dalla fine degli anni '60 del Novecento il castello è stato di fatto abbandonato con conseguente notevole degrado dei vari corpi di fabbrica e del parco fino all'estate 1985, quando viene dapprima acquistato dalla Cooperativa Castello di Rivara srl, sotto la direzione artistica di Franz Paludetto, che successivamente diventa unico proprietario del castello, oggi Museo d'arte contemporanea.
Il museo dispone di spazi espositivi e atélier dove sono ospitati artisti italiani e stranieri, analogamente a quanto accadeva nell'Ottocento.
Hanno lasciato a Rivara una traccia della loro presenza artisti come: Félix González-Torres, Paul McCarthy, Charles Ray, Matthew McCaslin, Raymond Pettibon, Jeffrey Vallance, Dan Graham, Gordon Matta-Clark, Polly Apfelbaum, Maureen Connor, Haha, John Bowman, Grenville Davey, Craig Wood, Angela Bulloch, Abigail Lane, Gerard Williams, Kate Davis, Michael Landy, Dean Whatmuff, Hermann Pitz, Bernhard Prinz, Andreas Exner, Marcel Odenbach, Jürgen Drescher, Wolfgang Schlegel, Ulrich Erben, Candida Höfer, Pia Stadtbäumer, Gisela Bullacher, Renate Ranebach, Michael Bach, Horst Schuler, Andreas Schön, Michael van Ofen, Wolfgang Staehle, Hermann Nitsch, Walther Obholzer, John M. Armleder, Dominique Gonzalez-Foerster, Marco Mazzucconi, Sasa Giusto, Nicus Lucá, Paola Mattioli, Stefano Arienti, Sergio Ragalzi, Salvatore Astore, Luca Vitone, Maurizio Arcangeli, Maurizio Vetrugno, Umberto Cavenago, Eva Marisaldi, Mario Airó, Carlo Guaita, Maurizio Cattelan, Gianni Piacentino, Pierluigi Rolando, Aldo Mondino.

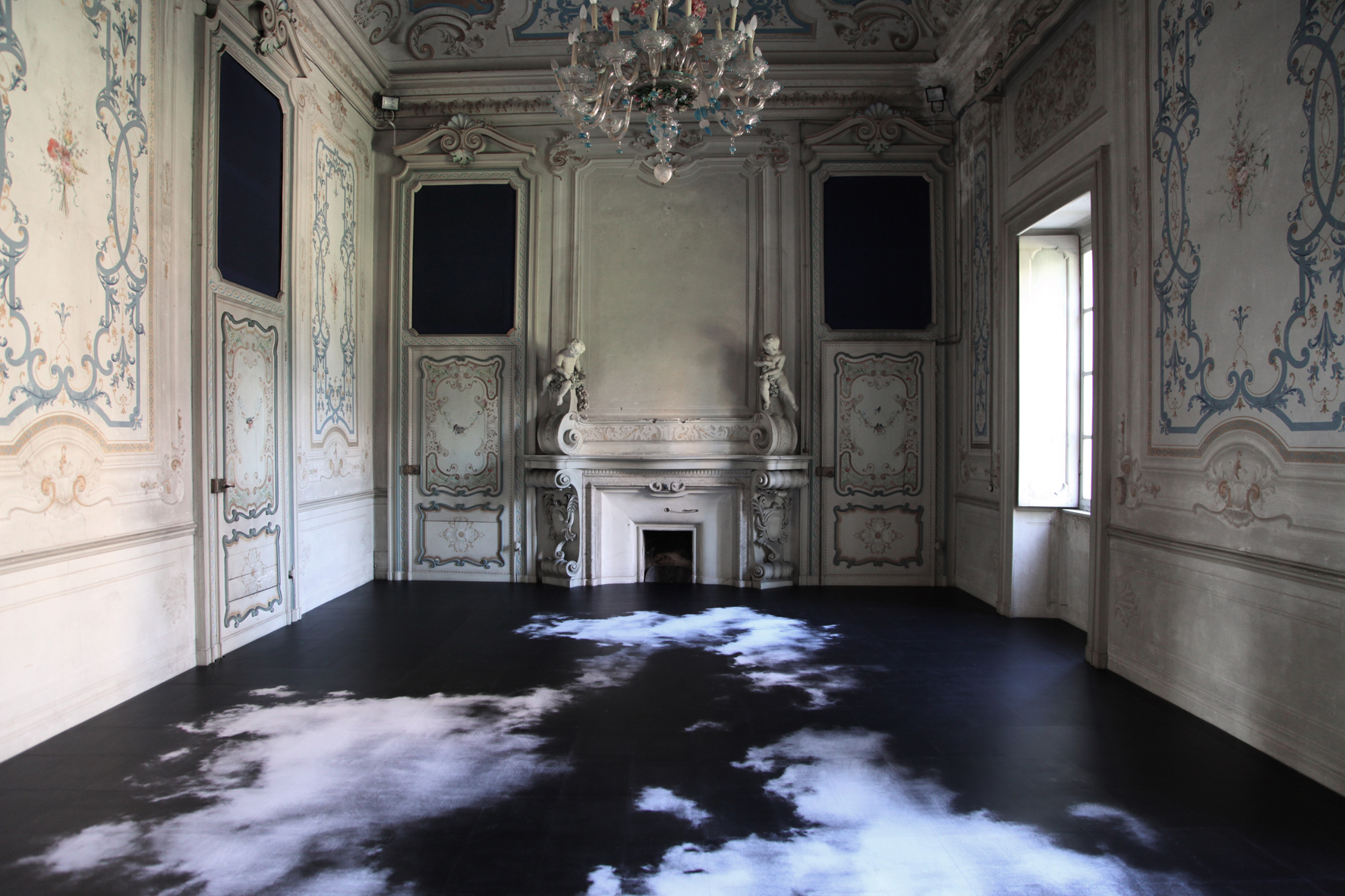
Elvio Chiricozzi, La stanza del Cielo, 2013

## Cronologia
1163:  Giulio del Canavese, insignito della dignità di conte di Valperga da Federico Barbarossa, fortifica la rocca facendone la residenza stabile dei conti che esercitavano il loro potere su Forno,  Rivara e Busano.
1236: il nipote di Guido del Canavese, Corrado, dà il vero e proprio avvio alla fiorente casata dei Valperga - Rivara fortificando il castello. Iniziano i contrasti con la famiglia Discalzi, la cui nobiltà pare precedente a quella dei Conti di Valperga.

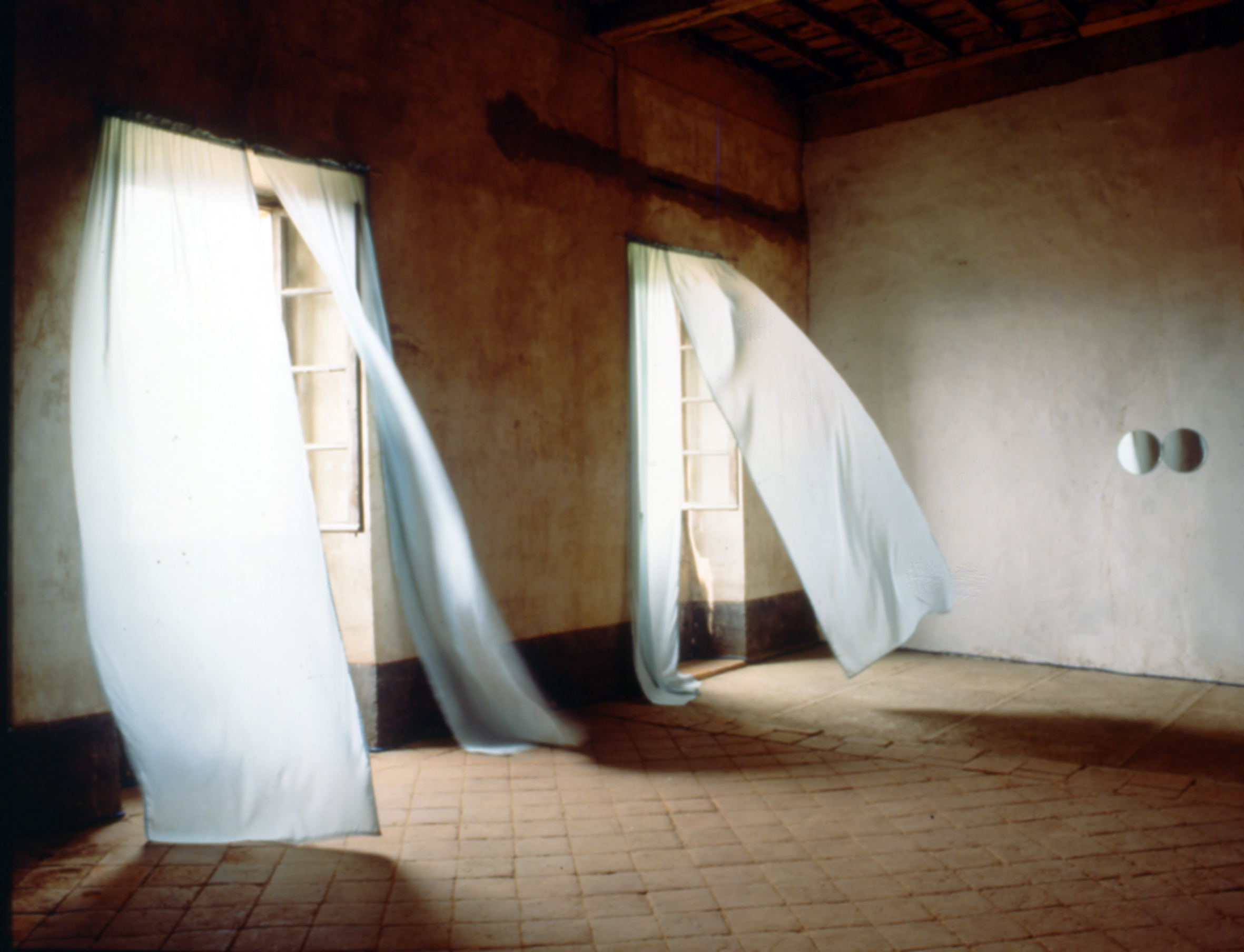
Felix Gonzales Torres, Installazione presso il castello di Rivara, 1991

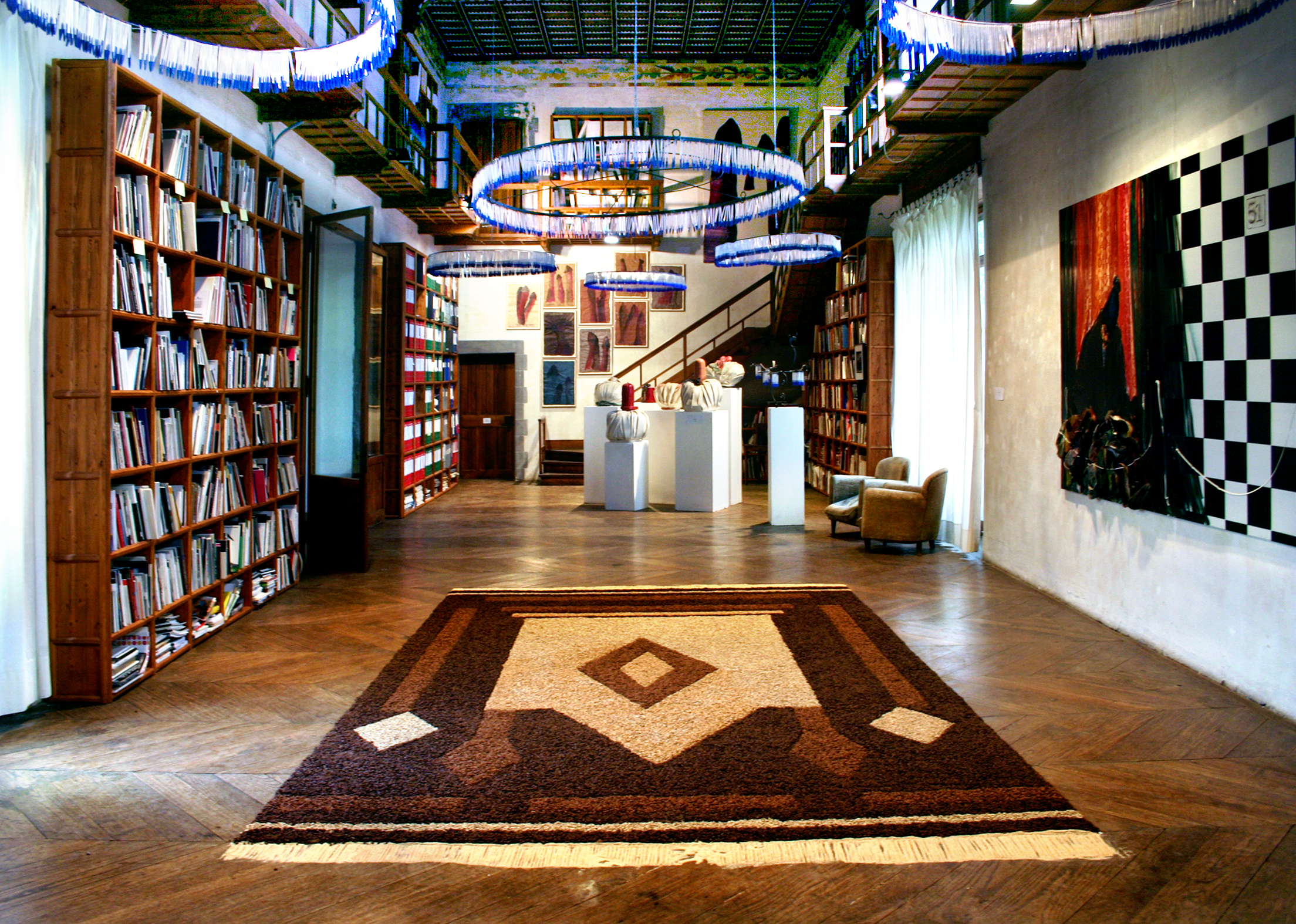
La biblioteca del castello di Rivara

XIV sec.: estinzione della famiglia Discalzi. II castello passa a Corrado Valperga.
1339: discordie fra i conti di Valperga e San Martino; il castello superiore viene incendiato e ricostruito. Viene anche costruito il muro di cinta intorno al paese in modo da costituire un unico complesso fortificato.
XVI sec.: frequenti conflitti franco-spagnoli. I castelli sono più volte assaltati e danneggiati gravemente.
1793: con l'estinzione della casata dei Valperga, il complesso passa al patrimonio regio. I castelli vengono spogliati di tutti gli arredi e gli ornamenti.
1802: durante il governo francese, Napoleone dona il castello al generale Jourdan, che lo restituirà al demanio nel 1814.
1832 -1859: il complesso ospita la Reale accademia militare. Il castello inferiore viene ampliato.
1871: il complesso viene acquistato dal cavaliere Carlo Ogliani che affida i restauri all'architetto di origini portoghesi Alfredo D'Andrade.
1900 -1950: La proprietà passa alla famiglia Passerin d'Entreves Arborio di Gattinara.
1981: I castelli vengono acquistati dalla Cooperativa Castello di Rivara srl. Inizia l'attività dapprima come centro d'arte contemporanea, successivamente come museo d'arte contemporanea, sotto la direzione artistica di Franz Paludetto.